# 栃木県立南那須特別支援学校
栃木県立南那須特別支援学校（とちぎけんりつ みなみなすとくべつしえんがっこう）は、栃木県那須烏山市に所在する県立の特別支援学校である。知的障害のある児童・生徒を対象としており、小学部・中学部・高等部を設置している。

## 概要
昭和57年（1982年）4月1日に、栃木県那須烏山市（当時は那須郡南那須町）に開校。
通学のためにスクールバスを運行しているが。さらにJR烏山線や山奥から自転車で通学している生徒がいる。就学前の幼児とその保護者を対象とした早期教育相談「いちご教室」を設置している。

## 沿革

### 昭和時代
- 昭和57年（1982年）[3]
  - 1月1日 - 栃木県立南那須養護学校設置。開校準備室を那須養護学校南那須分校に設置。
  - 3月25日 - 校舎竣工。
  - 4月1日 - 開校。栃木県氏家コロニー施設内学級および訪問教育学級を那須養護学校より移管。
  - 4月20日 - 第1回入学式（16学級78名）。
  - 12月24日 - 窯業室竣工。
- 昭和58年（1983年）
  - 2月18日 - 校旗樹立、校歌制定。
  - 3月10日 - 第1回卒業式（小学部13名、中学部10名）。
  - 3月20日 - 校庭整備・サイクリングロード完成。
  - 3月26日 - 希望の鐘完成。
- 昭和62年（1987年） - 初任者研修試行の実施校として指定。
- 昭和63年（1988年）
  - 3月23日 - 栃木県氏家コロニー施設内学級閉鎖。
  - 4月1日 - 栃木県教育研修センター研究協力校として指定。

### 平成時代
- 平成元年（1989年） - 6月26日 - プール竣工。
- 平成2年（1990年） - 5月10日 - 生活訓練棟竣工。
- 平成3年（1991年） - アカデミアとちぎ実施校として指定。
- 平成4年（1992年） - 10月30日 - 創立10周年記念式典挙行。
- 平成5年（1993年） - 10月28日 - 体育館暖房設備設置。
- 平成6年（1994年） - 5月16日 - 栃木県教育委員会より平成6・7年度学習指導「心豊かに生きる子供の育成」実験学校に指定。
- 平成11年（1999年） - 「みんな友達いきいき事業」開始。
- 平成12年（2000年） - 4月1日 - 早期教育相談事業開始。
- 平成13年（2001年） - 4月1日 - 文部科学省より平成13・14年度「地域における交流活動の充実に関する調査研究」の指定。
- 平成14年（2002年） - 10月11日 - 創立20周年記念式典挙行。
- 平成16年（2004年） - 3月31日 - 高等部設置用地（4,495㎡）が本校財産となる。
- 平成19年（2007年）
  - 2月28日 - 管理棟、給食棟ほか増改築。
  - 4月1日 - 高等部開設。
- 平成20年（2008年）
  - 2月22日 - 高等部棟竣工。
  - 4月1日 - 校名を「栃木県立南那須特別支援学校」に変更。
- 平成24年（2012年） - 10月5日 - 創立30周年記念式典挙行。

### 令和時代
- 令和元年（2019年） - 全国特別支援学校知的障害教育校PTA連合会 第38回全国研究協議大会関東甲信越大会（栃木大会）事務局（平成31年より）。
- 令和2年（2020年） - 文部科学省より「学校安全総合支援事業」の指定。

## 通学区域
- 那須烏山市、さくら市、塩谷郡高根沢町、那須郡那珂川町[4]

## 児童生徒数
令和6年度時点
- 150名（小学部61名、中学部24名、高等部65名）

## 所在地
- 〒321-0532　栃木県那須烏山市藤田1181-152